# Zdzisław Ryłko
Zdzisław Ryłko est un universitaire polonais né en 1931 et mort le 26 septembre 2002 spécialiste de littérature française, qui a traduit en polonais de nombreuses œuvres françaises classiques, notamment du XVIIIe et du XIXe siècle.

## Biographie
Il a été durant de longues années le secrétaire général du Comité polonais de coopération avec l'Alliance française (Polski Komitet Współpracy z Alliance Française) auprès de l'université de Varsovie.

### Articles et publications
- Les échos de la Commune dans la poésie polonaise.
- Poprawki do polskiego rodowodu Apollinaire'a (Corrections à la généalogie polonaise d'Apollinaire). "Miesięcznik Literacki", numéro 4/1971

### Traductions deJules Verne
- Tajemnicza wyspa / L'île mystérieuse
- 20000 mil podmorskiej żeglugi / Vingt mille lieues sous les mers
- Dzieci kapitana Granta / Les enfants du capitaine Grant

### Traductions deVoltaire
- Traktat o tolerancji napisany z powodu śmierci Jana Calasa / Traité sur la tolérance à l'occasion de la mort de Jean Calas

### Traductions d'Alphonse Daudet
- Listy z mojego wiatraka / Lettres de mon moulin
- Port-Taraskon / Port-Tarascon

### Traduction de l'italien
- Antonio Labriola, Pisma filozoficzne i polityczne. T. 1 / ; traducteurs : Zdzisław Ryłko, Barbara Sieroszewska, Anna Brzozowska.

### Préfaces
- Przygody Münchhausena / Les aventures de Münchhausen
- Cinq-Mars czyli Spisek za Ludwika XIII - Alfred de Vigny
- Gustave Flaubert, Bouvard et Pecuchet (préface et notes)